# Václav Vokál (kanoista)
Václav Vokál (* 24. listopadu 1933 Poděbrady) je český rychlostní kanoista, který v této oblasti soutěžil na přelomu 50. a 60. let 20. století. Na mistrovství světa v rychlostní kanoistice v Praze v roce 1958 získal dvě bronzové medaile v disciplínách kanoe C2 1 000 m a kanoe C2 10 000 m.
Na letních olympijských hrách 1960 v Římě se umístil na pátém místě v závodě kanoí C2 na 1 000 metrů.
Od roku 1959 byl evidován jako agent Státní bezpečnosti pod krycím jménem „Veslař“.